# Gonatocerus pachyscapha
Gonatocerus pachyscapha är en stekelart som beskrevs av Girault 1915. Gonatocerus pachyscapha ingår i släktet Gonatocerus och familjen dvärgsteklar. Inga underarter finns listade i Catalogue of Life.